# 새턴 I SA-2
SA-2는 미국의 아폴로 계획에 의해 2번째로 발사된 새턴 I 로켓이다. 첫 번째의 하이워터 계획(Project Highwater)이 실시되었다.

## 목적
SA-2 계획의 주목적은 SA-1과 거의 같은 새턴 I 로켓의 성능 시험이었다. 하지만 SA-2는 거기에 고도 105 km에서 자폭 장치를 작동시켜 로켓을 폭파해, 2단 로켓에 탑재한 109,000 리터의 물을 우주 공간에 살포해 통신이나 기상에의 영향을 조사하는, 하이워터 계획이 예정되어 있었다.

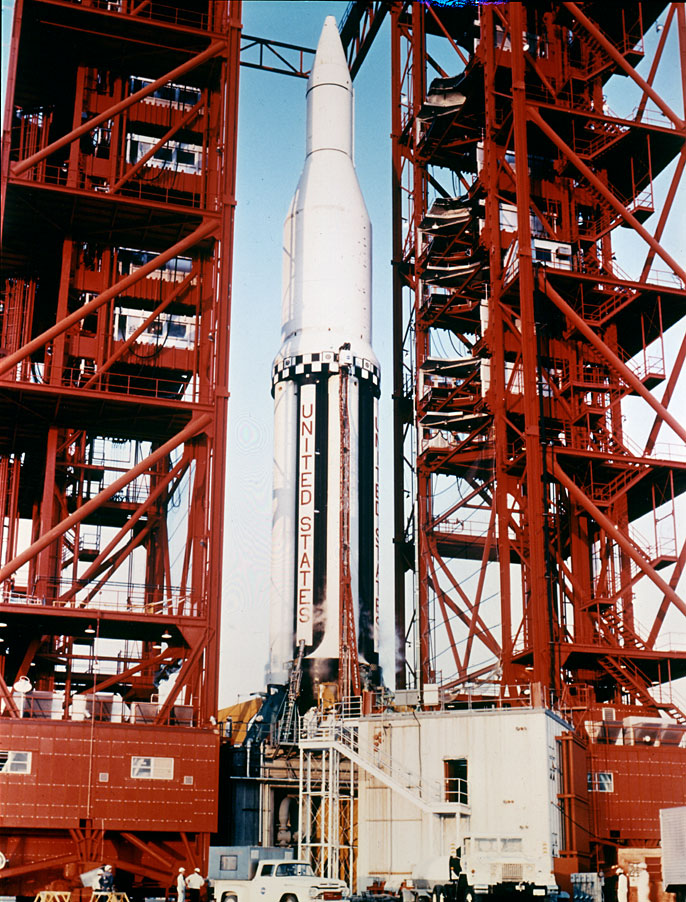
LC-34 발사대에 설치된 SA-2

## 비행
발사를 위한 준비는, 1962년 4월 25일 케이프 커내버럴에 1단 로켓과 2단의 모형이 도착하고 나서, 불과 2개월 만에 완료되었다. SA-1과 같이, 이번에도 지구 주회 궤도에 오를 계획은 없었다. 발사 2분 3초 후, 고도 105 km 에 도달한 시점에서 로켓은 계획대로 폭파되어 대량의 물이 우주 공간에 살포되었다. 지상에서는, 5초 정도 구름이 발생하는 것이 관측되었다. 이 구름은 최종적으로 고도 160 km까지 도달했다.
기술자들은, SA-1에서 발생한 탱크 내의 연료의 동요가 SA-2에서는 일어나지 않았던 것으로 만족했다. 전회의 경험을 근거로 해서 새롭게 개발해 탱크 내에 설치한 억류판이 충분히 작동했던 것이 증명되었기 때문이었다.